# Penja
Penja – miasto w Kamerunie, w Regionie Nadmorskim. Liczy około 29 tys. mieszkańców.